# Nicotiana quadrivalvis
Nicotiana quadrivalvis är en potatisväxtart som beskrevs av Frederick Traugott Pursh. Nicotiana quadrivalvis ingår i släktet tobak, och familjen potatisväxter.

## Underarter
Arten delas in i följande underarter:
- N. q. bigelovii
- N. q. wallacei

## Bildgalleri

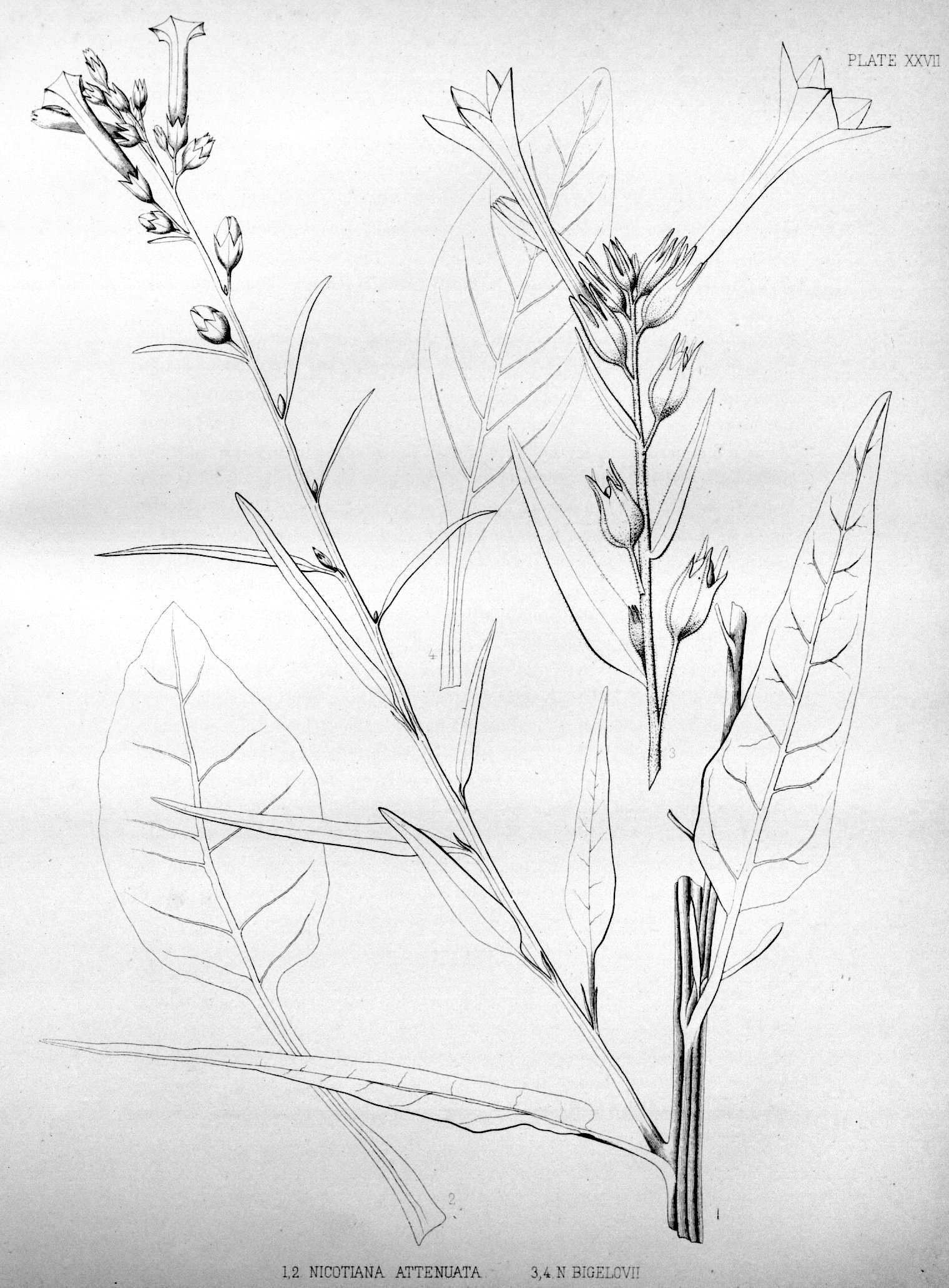